# Julian Nida-Rümelin
Julian Nida-Rümelin (Monaco di Baviera, 28 novembre 1954) è un filosofo e politologo tedesco.
Dal 2004 insegna filosofia e teoria politica alla Ludwig-Maximilians-Universität di Monaco di Baviera. Il suo pensiero spazia dall'etica teorica e applicata alle teorie della razionalità e della decisione, nonché alla filosofia politica, ma anche alla filosofia del linguaggio e alla teoria della conoscenza. È il fratello della filosofa Martine Nida-Rümelin, figlio dello scultore Rolf Nida-Rümelin e nipote dello scultore Wilhelm Nida-Rümelin.
Julian Nida-Rümelin è stato consigliere culturale della città di Monaco di Baviera e ministro della cultura nel primo governo di Gerhard Schröder.

## Biografia e formazione
Julian Nida-Rümelin è cresciuto a Monaco di Baviera in una famiglia di artisti. Nel 1974 ha conseguito la maturità presso il Wilhelmsgymnasium della stessa città. Dal 1975 al 1980 ha studiato filosofia, fisica, matematica e scienze politiche presso le università di Monaco di Baviera e di Tubinga. Nel 1983 ha ottenuto il dottorato di ricerca con il filosofo della scienza Wolfgang Stegmüller con una tesi interdisciplinare tra filosofia, politologia, logica e filosofia della scienza. Dal 1984 al 1989 è stato Assistente ordinario presso la Università Ludwig Maximilian di Monaco.
Sempre presso la stessa università ha ottenuto la venia docendi nel 1989 con una tesi sulla critica al consequenzialismo in etica e nella teoria della razionalità. Dopo aver collaborato presso le cattedre dei professori Nikolaus Lobkowicz (Filosofia e Teoria politica presso il Geschwister-Scholl-Institut) e Wolfgang Stegmüller (Filosofia della scienza e ricerca di base) ed essere stato visiting professor presso l'Università del Minnesota a Minneapolis (Stati Uniti), nel 1991 è stato chiamato al Zentrum für Ethik in den Wissenschaften dell'Università di Tubinga, dove a insegnato fino al 1993, quando gli è stata assegnata una cattedra in filosofia presso l'Università Georg-August di Gottinga.
Tra il 1994 e il 1997 è stato Presidente della Gesellschaft für Analytische Philosophie.
Tra il 1998 e il 2011, Nida-Rümelin è stato consigliere con delega alla cultura del comune di Monaco di Baviera. Questo stesso incarico è stato poi assegnato a Lydia Hartl.
Nel 2001 ha sposato la scrittrice franco-tedesca Nathalie Weidenfeld (* 1970), con la quale ha avuto due figlie (2003 e 2006) e un figlio (2013).
Nel gennaio 2001 l'allora Cancelliere Federale Gerhard Schröder lo ha nominato ministro per il settore "Cultura e Media". Ha mantenuto questa carica politica fino alla fine del primo governo rosso-verde, nell'ottobre 2002. Dal 2009 al 2013 è stato membro della direzione della SPD, nonché Presidente della Commissione valori.
Nel periodo in cui era in carica come ministro della cultura, Nida-Rümelin è stato professore onorario presso l'Università di Gottinga, alla quale è tornato dopo la fine del mandato politico. Nel semestre estivo 2004 ha accettato una chiamata della Ludwig-Maximilians-Universität di Monaco di Baviera (LMU) sulla cattedra di Filosofia e Teoria politica presso il Geschwister-Scholl-Institut, del quale è stato eletto immediatamente direttore. In seguito al rifiuto di una chiamata all'estero, nel semestre estivo 2009 è passato alla cattedra di Filosofia e Teoria politica della Facoltà di Filosofia, Filosofia della scienza e Scienze religiose della LMU, della quale è stato anche Preside dal 2009 al 2013. Dal 2002 è inoltre Professore onorario dell'Istituto di Filosofia della Humboldt-Universität di Berlino.
Nel trimestre invernale (da gennaio a marzo) del 2005 è stato visiting professor presso il California Institute of Technology (Division of the Humanities and Social Sciences), negli Stati Uniti.
Julian Nida-Rümelin è membro della Berlin-Brandenburgischen Akademie der Wissenschaften, della Europäischen Akademie der Wissenschaften e della Akademie für Ethik in der Medizin di Gottinga. È membro del Consiglio di Amministrazione del Münchner Kompetenzzentrums Ethik e del Master Philosophie-Politik-Wirtschaft (PPW) presso la LMU.
Nel 2014 gli è stato conferito il dottorato honoris causa dall’Università di Trieste. Nel 2016 ha ricevuto, dalla ministra bavarese per gli affari europei e le relazioni regionali, la Medaglia europea per i servizi prestati a favore della Baviera in un’Europa unita. Nel 2017 è stato nominato, dalla ministra Ilse Aigner e dal ministro  Ludwig Spaenle, responsabile della cultura presso il neocostituito Zentrum Digitalisierung.Bayern (ZD.B.). Dal 2018 è inoltre membro del Consiglio di Amministrazione del Bayerischen Forschungsinstituts für Digitale Transformation (bidt).

## Filosofia
Uno studio commissionato dalla rivista Cicero ha stabilito, nel settembre del 2008 e del 2013, quali uomini di scienza e intellettuali possano rivendicare la maggiore capacità di influenza, sulla base della frequenza di citazioni che li riguardano nei media più importanti e nelle pubblicazioni. In entrambi gli anni a Julian Nida-Rümelin è stato assegnato, nel settore della filosofia, il 3º posto dopo Jürgen Habermas e Peter Sloterdijk.
Julian Nida-Rümelin si occupa soprattutto di filosofia pratica, denominazione che raccoglie in sé gli ambiti della teoria della razionalità e dell'azione, dell'etica, della filosofia sociale, della filosofia dello stato e della filosofia del diritto.
I suoi settori di ricerca sono: razionalità, etica, filosofia politica, etica applicata, teoria della cultura, come anche teoria dell'economia e teoria della conoscenza.
Nella sua tesi di dottorato ha esplorato – con gli strumenti offerti dalla teoria della decisione, ma anche con un approccio critico – il rapporto tra razionalità e moralità. Le più importanti questioni trattate sono: che cosa significa agire razionalmente? Quali possibilità offre la teoria contemporanea della decisione e del gioco per la chiarificazione di problemi normativi? I modelli consequenzialistici dell'azione sono appropriati per l'analisi del comportamento morale? All'ultima domanda Nida-Rümelin risponde negativamente. Con il titolo Entscheidungstheorie und Ethik, la tesi di dottorato è stata poi nuovamente pubblicata insieme ad altri scritti in inglese.
Dal 2004 al marzo 2009 Nida-Rümelin ha insegnato filosofia politica presso il "Seminar für Wissenschaftstheorie, Logik und Grundlagenforschung" e presso il "Geschwister-Scholl-Institut". Dall'aprile 2009 è professore di filosofia presso il seminario filosofico della LMU. Per lui un ponte tra filosofia e scienza politica è rappresentato dalla cosiddetta Collective Choice Theory, una diramazione particolare della teoria della decisione che nel 1963, grazie all'opera decisiva di Kenneth Arrow, è diventata una sottodisciplina della teoria della decisione. Insieme a Lucian Kern , nel 1994 ha pubblicato il libro Logik kollektiver Entscheidungen, nel quale conferma e precisa l'approccio di Arrow. Nel 1993 è apparso il suo scritto di abilitazione, Kritik des Konsequenzialismus, che si contrappone all'affermazione per cui "si fa ragionevolmente ciò che ha le migliori conseguenze". A questo riguardo Nida-Rümelin critica la versione corrente della Rational Choice Theory con argomenti che scaturiscono dai dilemmi della stessa teoria, e mostra che quest'ultima non è in condizione di schiudere i fenomeni morali dell'obbligo e della legittimazione. Nella sua lezione inaugurale del 2004 alla LMU, ha annunciato programmaticamente di voler condurre nuovamente a unità le tre classiche discipline normative di Aristotele: economia, etica e politica.
Nida-Rümelin si è dedicato anche al campo dell'etica applicata, ossia agli ambiti dell'etica dell'agire tecnico, dell'etica ambientale e dell'etica medica, pubblicando a questo proposito il manuale Angewandte Ethik e, nella collana stw, il volume Ethische Essays (parte III).
Nel suo libro Demokratie und Wahrheit, apparso nel 2006 (trad. it. Democrazia e verità, Franco Angeli, Milano 2015), affronta lo scetticismo sul tema della verità negli accadimenti politici, contraddicendo in tal modo il dettato della scuola di Carl Schmitt e il cosiddetto decisionismo in campo politico.

## Prese di posizione pubbliche

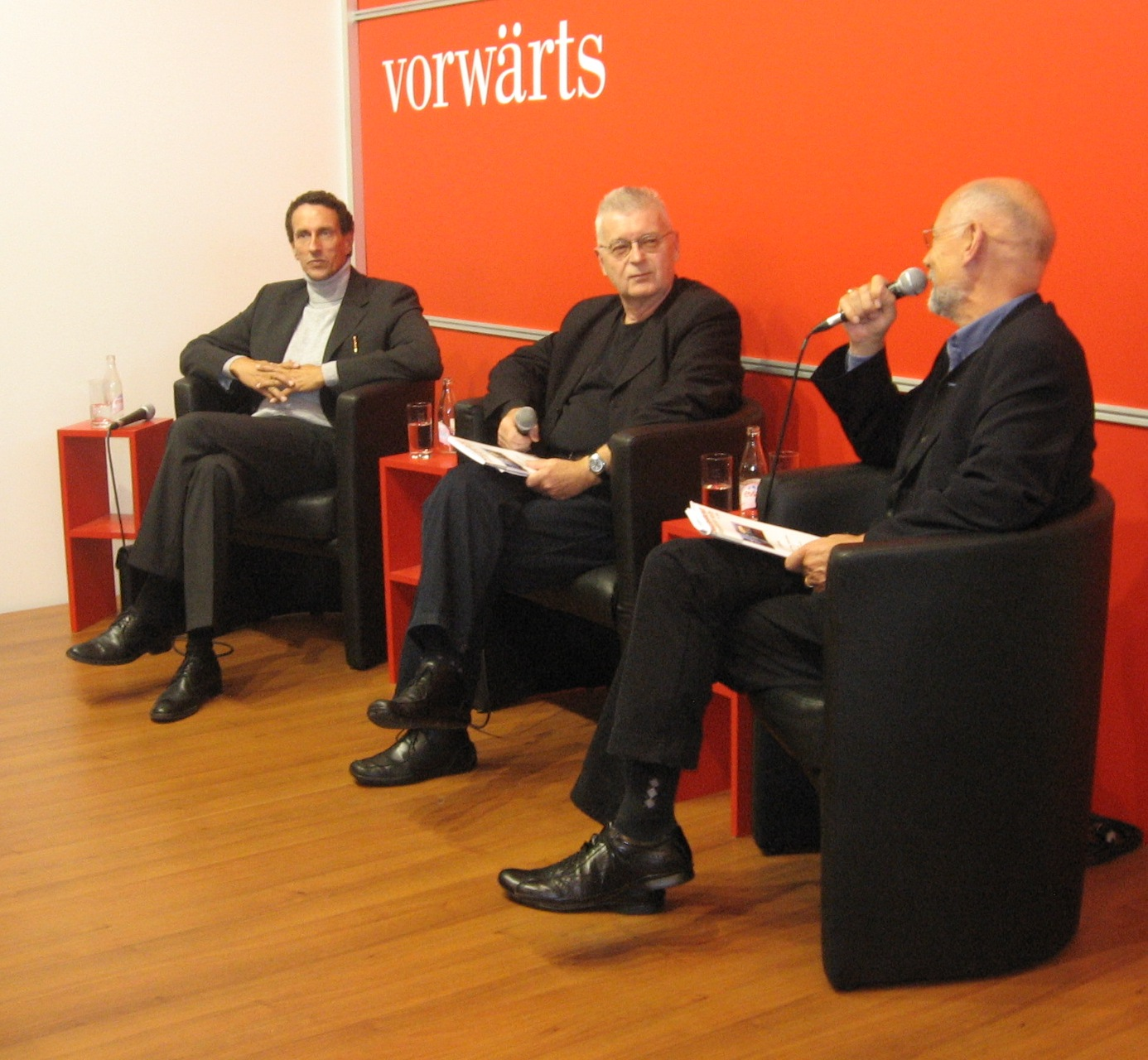
Julian Nida-Rümelin (a sinistra),
Thomas Meyer (al centro) e Gert Heidenreich (a destra) durante una discussione al Salone del Libro di Francoforte del 2009.

Nida-Rümelin si è espresso criticamente nei confronti del fondamentalismo religioso. Si considera un umanista. L'illuminismo dovrebbe offrire un orientamento etico anche sotto il profilo normativo. Anche al di fuori di vincoli religiosi deve sussistere la possibilità di avere dei supporti di sostegno. In tempi recenti l'illuminismo avrebbe fatto ben poco al riguardo, contribuendo così a un rafforzamento della nostalgia di religione. Quella messa in campo dal movimento degli evangelici negli Stati Uniti con il creazionismo sarebbe una pseudoscienza in grado di minacciare sempre di più la scienza vera e propria.
Nida-Rümelin mostra quanto sia storicamente falso cercare di intravedere la nascita della morale attraverso la religione. Sulla scorta della discussione sull'insegnamento dell'etica, Nida-Rümelin ha criticato la rivendicazione esclusiva della morale da parte di gruppi religiosi. Anche agnostici possono essere persone morali. Scritti etici, come quelli di Seneca, hanno mostrato quanto i valori saldi siano possibile senza il richiamo a un dio. L'umanesimo come cultura guida si riferisce a un consenso normativo di fondo entro una società umana e aperta.
Nida-Rümelin ha preso risolutamente posizione nel dibattito pubblico su libertà e responsabilità provocato da ricercatori delle neuroscienze come Wolf Singer e Gerhard Roth. In occasione, tra l'altro, del congresso Neuro2004: Hirnforschung für die Zukunft, ha difeso la capacità di agire in modo razionalmente fondato e la libertà, che ne consegue, di scelta e di decisione, sostenendo che l'esperienza della libertà nel mondo della vita sia occasionalmente annebbiata, e come altrettanto occasionalmente costituisca un errore, ma che di base non sia per questo qualcosa come una grande parvenza o una grande illusione. Nel suo libro apparso nel 2005, Über menschliche Freiheit, Nida-Rümelin definisce la libertà come determinazione, derivante da motivi (Gründe), a credere o fare qualcosa. Con ciò si attua una stretta connessione tra libertà, razionalità e responsabilità. La posizione sviluppata nel corso di cinque saggi può venir letta come una risposta umanistica al naturalismo e al materialismo così diffusi nella filosofia e nelle neuroscienze contemporanee.
Nida-Rümelin si è espresso criticamente nei confronti del Processo di Bologna, auspicando a questo proposito una "riforma della riforma" e una rinnovata meditazione sui punti forti nella tradizione dell'università europea. Sulla problematica della riforma strutturale degli studi ha preso dettagliatamente posizione più volte (cfr. l'intervista con il "Goethe-Institut").
Nel 2013 Nida-Rümelin ha pubblicato una Philosophie einer humanen Bildung, un manifesto a favore del ripristino della connessione tra filosofia e pedagogia e del rinnovamento di una formazione umanistica, che è stata tramandata a noi fin dall'antichità. In questo contesto ha trovato spazio un'aspra controversia, suscitata da un'intervista alla Frankfurter Allgemeine Sonntagszeitung, nella quale Nida-Rümelin si è opposto alla tendenza a una sempre maggiore accademizzazione ("la follia accademizzatrice"). In questa controversia non è in gioco soltanto il numero degli studenti, ma soprattutto il ruolo della formazione professionale non accademica (duales System) in Germania. I fronti del conflitto non sono stati tracciati tra sinistra e destra, ma all'interno di partiti e associazioni. Sono stati così diverse associazioni di industriali e camere di commercio, oltre a numerosi dirigenti d'impresa, ma anche rappresentanti sindacali e politici, a trovarsi in accordo con questa tesi, mentre altri settori dell'economia e dei sindacati hanno manifestato la loro opposizione. Tra questi, la OECD ha elogiato il sistema duale in Germania e ha relativizzato la sua richiesta di un chiaro aumento della quota di accademici non solo in Germania, ma anche in Austria e in Svizzera, con riguardo al fatto che proprio in questi Paesi la disoccupazione giovanile risulti particolarmente bassa. Nel 2014 Nida-Rümelin si è soffermato ulteriormente sul complesso di temi nel breve libro Der Akademisierungswahn.
Jürgen Habermas ha elogiato il modo in cui Nida-Rümelin ha incarnato nei suoi ruoli la connessione tra filosofia e politica.

## Scritti

### Monografie
- (1993) Kritik des Konsequentialismus, Oldenbourg, München (Studienausgabe 1995)
- (1994, con Lucian Kern) Logik kollektiver Entscheidungen, Oldenbourg, München
- (1997) Economic Rationality and Practical Reason, Kluwer, Dordrecht (Taschenbuchausgabe 2010)
- (1999) Demokratie als Kooperation, Suhrkamp, Frankfurt a.M.
- (2000, con Thomas Schmidt) Rationalität in der praktischen Philosophie, Akademie Verlag, Berlin
- (2001) Strukturelle Rationalität. Ein philosophischer Essay über praktische Vernunft, Reclam, Stuttgart
- (2002) Ethische Essays, Suhrkamp, Frankfurt a.M.
- (2005) Entscheidungstheorie und Ethik / Decision Theory and Ethics, Utz, München
- (2005) Über menschliche Freiheit, Reclam, Stuttgart
- (2006) Humanismus als Leitkultur. Ein Perspektivenwechsel, Beck, München
- (2006) Demokratie und Wahrheit, Beck, München (trad. it. Democrazia e verità, F. Angeli, Milano 2015)
- (2009) Philosophie und Lebensform, Suhrkamp, Frankfurt a.M.
- (2009, con la collaborazione di Christine Bratu e Thomas Schmidt) Politische Philosophie der Gegenwart. Rationalität und politische Ordnung, utb, Stuttgart
- (2010, a cura di Wolfram Hogrebe) Philosophie und Lebensform ("Ernst-Robert-Curtius-Vorlesungen", 1), V&R unipress, Göttingen
- (2011) Verantwortung, Reclam, Stuttgart
- (2011) Die Optimierungsfalle. Philosophie einer humanen Ökonomie, Irisiana Verlag, München (Taschenbuchausgabe, btb, München 2015; trad. it. Per un'economia umana. La trappola dell'ottimizzazione, F. Angeli, Milano 2017)
- (2012, con Nathalie Weidenfeld) Der Sokrates Club. Philosophische Gespräche mit Kindern, Knaus, München
- (2012, con Benjamin Rath e Johann Schulenburg) Risikoethik, De Gruyter, Berlin
- (2012) Il rapporto tra ragione filosofica e ragione politica, Edizioni dell'Università di Trieste, Trieste (edizione non distribuita)
- (2013) Philosophie einer humanen Bildung, Edition Körber-Stiftung, Hamburg
- (2014) Der Akademisierungswahn. Zur Krise beruflicher und akademischer Bildung, Edition Körber-Stiftung, Hamburg
- (2015, con Klaus Zierer) Auf dem Weg in eine neue deutsche Bildungskatastrophe. Zwölf unangenehme Wahrheiten, Herder, Freiburg i.Br.
- (2016) Humanistische Reflexionen, Suhrkamp, Frankfurt a.M.
- (2017) Über Grenzen denken. Eine Ethik der Migration, Edition Körber-Stiftung, Hamburg

### Volumi curati
- (1988, con Franco Volpi) Lexikon der Philosophischen Werke, Kröner, Stuttgart (ediz. it., a cura solo di Franco Volpi, Dizionario delle opere filosofiche, B. Mondadori, Milano 2000)
- (1991, con Elif Özmen) Philosophie der Gegenwart in Einzeldarstellungen. Von Adorno bis von Wright, Kröner, Stuttgart (terza ediz., rielaborata e aggiornata, 2007)
- (1994) Praktische Rationalität. Grundlagenprobleme und ethische Anwendungen des rational-choice-Paradigmas, De Gruyter, Berlin
- (1995, con Dietmar von der Pfordten) Ökologische Ethik und Rechtstheorie, Nomos, Baden-Baden (seconda ediz. 2002)
- (1996) Angewandte Ethik. Die Bereichsethiken und ihre theoretische Fundierung, Kröner, Stuttgart (seconda ediz., aggiornata, 2005)
- (1997, con Wolfgang Thierse) Philosophie und Politik, Klartext, Essen
- (1998, con Wilhelm Vossenkuhl) Ethische und Politische Freiheit, De Gruyter, Berlin
- (1998, con Wolfgang Thierse) Philosophie und Politik II. Soziale Gerechtigkeit und ökonomische Effizienz, Klartext, Essen
- (1998, con Monika Betzler) Ästhetik und Kunstphilosophie. Von der Antike bis zur Gegenwart in Einzeldarstellungen, Kröner, Stuttgart (seconda ediz., riveduta e aggiornata, anche con Mara-Daria Cojocaru, 2012)
- (1998, con Wolfgang Thierse) Philosophie und Politik III. Jürgen Habermas und Gerhard Schröder über die "Einbeziehung des Anderen", Klartext, Essen
- (2000) Rationalität, Realismus, Revision / Rationality, Realismus, Revision, De Gruyter, Berlin
- (2000, con Wolfgang Thierse) Philosophie und Politik IV. Ethik internationaler Beziehungen, Klartext, Essen
- (2000, con Wolfgang Spohn) Rationality, Rules, and Structure, Kluwer, Dordrecht
- (2001, con Wolfgang Thierse) Philosophie und Politik V. Für eine Politik der Würde, Klartext, Essen
- (2002, con Wolfgang Thierse) Philosophie und Politik VI. Für eine aristotelische Sozialdemokratie, Klartext, Essen .)
- (2005, con Wolfgang Thierse) Thomas M. Scanlon, Political Equality-Politische Gleichheit, Klartext, Essen
- (2006) Wunschmaschine Wissenschaft. Von der Lust und dem Nutzen des Forschens, Edition Körber-Stiftung, Hamburg
- (2007, con Werner Weidenfeld) Europäische Identität. Voraussetzungen und Strategien, Nomos, Baden-Baden
- (2007, con Elif Özmen) Klassiker der Philosophie des 20. Jahrhunderts, Kröner TB, Stuttgart
- (2008, con Detlev Ganten, Volker Gerhardt e Jan-Christoph Heilinger) Was ist der Mensch? (Collana "Humanproject", vol. 3), De Gruyter, Berlin
- (2008, con Detlev Ganten, Volker Gerhardt) Funktionen des Bewusstseins (Collana "Humanproject", vol. 2), De Gruyter, Berlin
- (2010, con Volker Gerhardt) Evolution in Natur und Kultur (Collana "Humanproject", vol. 2), De Gruyter, Berlin
- (2011, con Klaus Kufeld) Die Gegenwart der Utopie. Zeitkritik und Denkwende, Karl Alber, Freiburg i.Br.
- (2012, con Elif Özmen) Welt der Gründe, Felix Meiner, Hamburg 2012
- (2014, con Fiorella Battaglia e Nikil Mukerji) Rethinking Responsibility in Science and Technology, Pisa University Press, Pisa
- (2015, con Jan-Christoph Heilinger) Anthropologie und Ethik (Collana "Humanproject", vol. 12), De Gruyter, Berlin
- (2015, con Irina Spiegel e Markus Tiedemann) Handbuch Philosophie und Ethik, 2 voll, utb, Stuttgart
- (2016, con Jan-Christoph Heilinger) Moral, Wissenschaft und Wahrheit (Collana "Humanproject", vol. 13), De Gruyter, Berlin